# Інтер+
«Інтер+» — український міжнародний телеканал, міжнародна версія українського телеканалу «Інтер». Входить до медіаконгломерату «Inter Media Group».

## Історія
Наприкінці 1990-х телеканал «Інтер» запустив дочірній проєкт — «Інтер+». Він спочатку транслювався із супутника щодня з 13:00 до 18:00 та орієнтувався на глядачів «Інтера», які не могли обійтись без улюблених телепрограм під час денної перерви. Контент транслювався, зокрема, у деяких кабельних мережах Києва — там, де була можливість «розвести» окремими каналам повний «дубль» етерного варіанту УТ-3 зі вставками КДРТРК та «Інтер», поєднаний з «Інтер+».
Пізніше бренд «Інтер+» перейшов до іншого проєкта «Інтера» — міжнародної версії телеканалу, яка транслювала ліцензійно очищений контент через супутник на весь світ. Сталося це після того, як «Інтер» отримав нову ліцензію, яка дозволила каналу використати етерний час на мережі УТ-3 повністю, без вставок регіональних і обласних телерадіокомпаній.
Як міжнародний канал «Інтер+» почав своє мовлення 13 січня 2003 року. Деякий час був доступний абонентам київських кабельних мереж, проте пізніше був звідти вилучений.
Укладено договори на розповсюдження телеканалу в мережах кабельного і стільникового телебачення Росії, Білорусі, Молдови, Вірменії, Болгарії, Латвії, Литви, Естонії, Німеччини, Чехії, Словаччини, Канади, США, Ізраїлю, Австралії і Нової Зеландії.
Програмна стратегія «Інтер+» — програми з різних регіонів України. Свого часу «Інтер+» працював із понад 120 українськими телекомпаніями, продакшн-студіями та творчими об'єднаннями. На каналі наживо показували знакові для України події: засідання Верховного суду України, церемонію інавгурації Президента України Віктора Ющенка, пленарне засідання сесії Верховної Ради України, вибори прем'єр-міністра.
2007 року підписано контракти на трансляцію баскетбольних та футбольних матчів. В результаті співпраці з телеканалом «Мегаспорт» в етері з'явилися спортивні проєкти: «100% Динамо», «П'ята чверть» (про баскетбол), «In версія» (про чемпіонів і героїв) та «Неспортивне життя» (про зворотний бік чемпіонських медалей). Також до 2014 року йшли трансляції чемпіонату України з футболу.
2007 року проходив хіт-парад українських кліпів «Українська двадцятка», того ж року канал транслював українську версію російської телепередачі Українська Ліга КВК.
З 1 січня 2013 року зупинено мовлення з супутників Amos 3 (4°W) та Telstar 12 (15°W). Телеканал веде мовлення із супутника Astra 4A (4.8°E).
З 3 березня 2014 року телеканал розпочав мовлення у відкритому доступі на супутнику Astra 4A (4.8°E).
З 15 жовтня 2016 року телеканал мовить у широкоекранному форматі зображення 16:9 зі споріденим телеканалом «Інтер».
З 1 січня 2021 року телеканал припинив мовлення на території Росії.
12 квітня 2021 року телеканал розпочав мовлення у стандарті високої чіткості (HD).
Через російське вторгнення в Україну з 24 лютого по 19 квітня 2022 року телеканал цілодобово транслював інформаційний марафон «Єдині новини». В етері була відсутня реклама.
З 20 квітня 2022 року телеканал відновив самостійне мовлення, змінивши програмну сітку. Архівні програми транслюються українською, так і російською мовами (включно з українськими субтитрами або без субтитрів).
1 березня 2024 року телеканал припинив супутникове мовлення. 28 березня Національна рада України з питань телебачення і радіомовлення змінила технологію мовлення на OTT/IPTV.

## Логотип
Телеканал змінив 4 логотипи. Нинішній — 5-й за ліком.
| Логотип | Опис |
| ------- | --- |
|         | З 13 січня до 31 грудня 2003 року логотипом була літера «І» праворуч якої розташований «+». Логотип був білим і напівпрозорим. Розташувався у лівому нижньому куті. З 1 січня 2004 до 23 серпня 2007 року логотипом була літера «і», праворуч якої розташований «+». Логотип був напівпрозорим. Розташовувався у правому верхньому куті.             |
|         | З 24 серпня 2007 до 12 лютого 2011 року логотипом був напів прозорий напис «ІНТЕР+». Розташовувався там само. |
|         | З 13 лютого до 9 вересня 2011 року використовувався той самий логотип, але із синьою плямою, що рухалась біля літери «І». |
|         | З 10 вересня 2011 до 21 лютого 2013 року використовувався той же напис «ІНТЕР+» був з підписом «ГОЛОВНИЙ КАНАЛ КРАЇНИ» білого кольору. Логотип був непрозорим. |
|         | З 22 лютого 2013 року дотепер використовується варіант логотипу 2007 року, але логотип білий і непрозорий. Для HD-версій телеканалу праворуч логотипу був білий малий напис «HD». Після початку повномасштабного російського вторгнення в Україну з 24 лютого до 19 квітня 2022 року під логотипом був прапор України у серці з підписом «#UAразом». |

## Наповнення етеру

### Програми
- «Будьте здорові!»
- «Готуємо разом» (рос. Готовим вместе)
- «Корисна програма»
- «Корисні поради»
- «Орел і решка» (рос. Орёл и решка)
- «Останній день диктатора»
- «Правила виживання»
- «Речдок» (рос. «Вещдок»)
- «Речдок. Особливий випадок» (рос. «Вещдок. Особый случай»)
- «Символи»
- «Стосується кожного»
- «Удачний проект» (рос. «Удачный проект»)
- «Школа доктора Комаровського» (рос. «Школа доктора Комаровского»)

### Архівні
- «4.5.0»
- «6 соток»
- «Агенти впливу»
- «Брама часу»
- «Вартість життя»
- «Великі українці»
- «Велика політика з Євгенієм Кисельовим»
- «Велика різниця по-українськи»
- «Вечірній Квартал»
- «Війна всередині нас»
- «Все для тебе» (рос. «Всё для тебя»)
- «Гордість України»
- «Давай одружимося» (рос. «Давай поженимся») (Росія)
- «Дім на заздрість усім»
- «Добре здоров'я на Інтері»
- «Добрий вечір на Інтері»
- «Живе багатство України»
- «Життя на межі» (рос. «Жизнь на грани»)
- «Здоровенькі були»
- «Знак якості»
- «Ігри патріотів»
- «Історії війни»
- «Караоке на майдані»
- «Квадратний метр»
- «Код доступу»
- «Кримінальні справи»
- «Крутіше за всіх» (рос. «Круче всех»)
- «Крок до зірок»
- «Ключовий момент»
- «Легендарні замки України»
- «Легенди карного розшуку»
- «Легенди бандитського Києва»
- «Легенди бандитської Одеси»
- «Люблю готувати»
- «Майстер-клас»
- «Місця сили»
- «Моя історія»
- «Моя країна»
- «Містична Україна» (рос. «Мистическая Украина»)
- «Навколо М» (рос. Вокруг М)
- «Наші»
- «Неділя з Кварталом»
- «Неймовірні історії кохання»
- «Обличчя»
- «Один у полі»
- «Паралельний світ»
- «Підроблена історія»
- «Позаочі»
- «Подробиці»
- «Подробиці тижня»
- «Подорожі по світу»
- «Подорожі по Галичині»
- «Попелюшка для Баскова» (Росія)
- «Пороблено в Україні»
- «Правда життя»
- «Правда життя. Професійні байки»
- «Прихована реальність»
- «Ранок з Інтером»
- «Ранкова пошта» (рос. «Утренняя почта») (Росія)
- «Речовий доказ»
- «Розсміши коміка»
- «Садові поради»
- «Секрети долі»
- «Спеція»
- «Скарб.ua»
- «Скептик»
- «Свідок. Агенти»
- «Свобода на Інтері»
- «Сімейний суд»
- «Смартшоу»
- «Страх у твоєму домі»
- «Судіть самі» (рос. «Судите сами»)
- «Судові справи: Злочин і кара»
- «Таємниці кримінального світу»
- «Таємниці світу»
- «Тихий терор. Хроніки пекла»
- «Тут люди»
- «Україна вражає»
- «Україна: забута історія»
- «Україно, вставай»
- «У пошуках пригод»
- «У пошуках істини»
- «Феєрія мандрів»
- «Формула кохання»
- «Цивілізація Incognita»
- «Чорне дзеркало»
- «Шеф-кухар»
- «Шеф-кухар країни»
- «Шукаю тебе»
- «Шустер LIVE»

### Серіали
- «33 квадратних метри»
- «Вовчиця»
- «Вулиці розбитих ліхтарів»
- «Голос з минулого»
- «Гречанка»
- «Дорога моя людина»
- «Мереживо долі»
- «Обручка»
- «Одного разу буде кохання»
- «Приречена стати зіркою»
- «Прості істини»
- «Рідні люди»
- «Свати» (1—5 сезони)
- «Своя команда»
- «Сестри з крові»
- «Танго втрьох»
- «Три сестри»
- «Територія краси»
- «Таємниці слідства»
- «Щоденник вагітної»
- «Юріки»
- «Янгол-охоронець»